# Puliciphora tokyoensis
Puliciphora tokyoensis är en tvåvingeart som beskrevs av Sôichirô Kinoshita 1918. Puliciphora tokyoensis ingår i släktet Puliciphora och familjen puckelflugor. Inga underarter finns listade i Catalogue of Life.